# Christine Kaufmann
Christine Maria Kaufmann (ur. 11 stycznia 1945 w Lengdorf, zm. 28 marca 2017 w Monachium) – niemiecka aktorka.

## Życiorys
Urodziła się 11 stycznia 1945 roku w Lengdorfie (Austria). Jej ojciec Johannes był niemieckim oficerem lotnictwa. Jej matka Genevieve Gavaert była francuskim lekarzem i to właśnie ona szczególnie przyczyniła się do rozwoju kariery córki. 
W 1999 roku, w wieku 54 lat, pozowała do magazynu Playboy. Nazwano ją wówczas najpiękniejszą niemiecką babcią. 
Była dobrą przyjaciółką Candice Bergen.
Miała rezydencje w Hamburgu i Monachium. Miała też własną linię kosmetyków w niemieckiej sieci sprzedaży internetowej.
Christine Maria Kaufmann była czterokrotnie zamężna:
- Tony Curtis (8 lutego 1963 – 1967) (rozwód) – 2 dzieci: Alexandra Theodora Dido Curtis (ur. 19 czerwca 1964) i Allegra Curtis (ur. 12 czerwca 1966)
- Reno Eckstein (1979 – ?) (rozwód)
- Achim Lenz (? – 1982) (rozwód)
- Klaus Zey (1997–2017; jej śmierć)

## Filmografia (wybór)
- 1952: Im weißen Rößl
- 1953: Der Klosterjäger jako Vronerl
- 1958: Pierwsza miłość jako Silvia
- 1959: Gli ultimi giorni di Pompei jako Ione
- 1961: Miasto bez litości jako Karin Steinhof
- 1962: Taras Bulba jako Natalia Dubrov
- 1978: Enigma rosso jako Cristina
- 1983: Die Wilden Fünfziger jako Natascha
- 1987: Bagdad Café jako Debby
- 1990: Trudno być Bogiem jako Okana

## Nagrody
- Złoty Glob 1962 Najbardziej obiecująca nowa aktorka